# Assassin's Creed: Brahman
Assassin's Creed: Brahman je grafický román, umístěný ve smyšleném světě Assassin's Creed.
Brahman je opět napsán spisovateli komiksů The Fall a The Chain, Cameronem Stewartem a Karlem Kerschlem a byl publikován UbiWorkshopem.

## Děj
Příběh sleduje dobrodružství Arbaaze Mira, jak směřuje dolů nepříteli, který podrobil svou zemi a lid a komu je nyní v držení artefakt, který může být velmi mocný a silný – Piece of Eden (Úlomek Ráje). Assassin's Creed: Brahman zkoumá povahu identity přes několik generací asasínů, vedoucí Jot Soora na zoufalém lovu odhalení tajemství této minulosti, které by mohly zachránit život jedné, kterou miluje v přítomnosti.
Jot Soora je programátor v MysoreTech, které se nachází v Bangalúru. Jot je také snoubenec Monimy Dasové, slavné herečky v Indii. Bylo zjištěno, že Monima je potomkem Arbaaze Mira. Arbaaz se dvořil princezně Pyaře Kaur (vnučky Ranjita Singhy, zakladatele Sikhské říše). MysoreTech byl přidělen pod firmu jménem Abstergo, aby distribuovali Animus konzoly po celé Indii ve snaze získat přístup ke genetickým vzpomínkám potomka Arbaaze Mira & Pyary Kaur žijícího v Indii. Jot zjistil, že potomek je němým sluhou, kterého Arbaaz najal a doprovázel ho v jeho dobrodružstvích.
Jednoho dne, když Jot přinesl Animus domů, Monima to vyzkoušela na Jotovi zatímco spal a byla schopná získat přístup ke svým genetickým vzpomínkám, kde zjistila, že je potomkem Arbaaze Mira a Pyary Kaur.